# Duo (zoologie)
Pour les articles homonymes, voir Duo (homonymie).

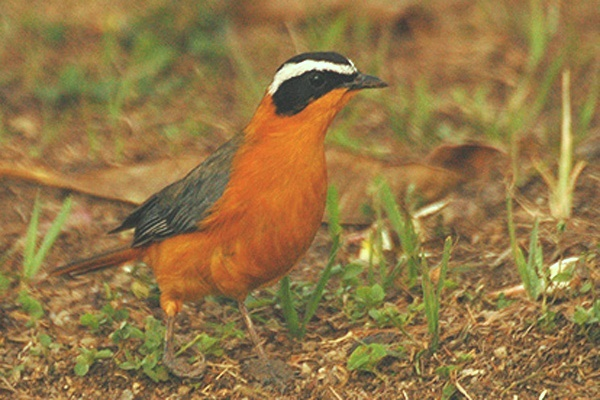
Les duos du Cossyphe de Heuglin sont bien documentés dans la littérature.

Le Duo en zoologie est une interaction acoustique étroitement coordonnée entre deux individus de même espèce, souvent entre sexes opposés.  Le duo est un comportement qui s’observe notamment chez les insectes, les primates et les oiseaux. Il est bien étudié chez ces derniers.
La performance des duos est particulièrement remarquable chez les oiseaux.  La synchronisation entre les strophes des partenaires peut être de l’ordre de la milliseconde.  On a recensé au-delà de 200 espèces d’oiseaux capables de chanter en duo.  La majorité de ces espèces vivent en milieu tropical ou dans les régions tempérées de l’hémisphère sud.  On a aussi remarqué que le mâle et la femelle des espèces qui chantent en duo ont souvent un plumage identique et qu’ils vivent souvent dans les habitats où la végétation est dense.  
Le chant en duo a probablement plusieurs fonctions dans l’écologie des espèces qui le pratique.  Les fonctions les plus probables sont : le signalement aux autres membres de la même espèce de la présence d’un couple établi; une défense conjuguée et plus efficace du territoire et de ses ressources ; le renforcement du lien du couple.  Dans la végétation dense où la vue est limitée, le chant en duo a des fonctions normalement réservées aux parades et aux démonstrations visuelles.
Chez les primates, le chant un duo se pratique chez les tarsiers, les gibbons et le Siamang. 